# Dieter Steinecke (Politiker, 1954)
Dieter Steinecke (* 16. Januar 1954 in Hilten) ist ein deutscher Politiker (SPD).

## Leben und Beruf
Nach dem Abitur in Nordhorn leistete Steinecke von 1972 bis 1974 seinen Wehrdienst als Soldat auf Zeit bei der Bundeswehr ab. Anschließend absolvierte er ein Studium für das Lehramt an der Sekundarstufe I und war ab 1980 als Lehrer, von 1982 bis 2003 an der Hauptschule in Uelsen, tätig. 
Dieter Steinecke ist verheiratet und hat eine Tochter. 

## Partei
Steinecke trat 1981 in die SPD ein und war von 1992 bis 2009 Vorsitzender des SPD-Kreisverbandes Grafschaft Bentheim.

## Abgeordneter
Steinecke gehört seit 1986 den Gemeindevertretungen von Uelsen sowie der Samtgemeinde Uelsen an. Seit 1996 ist er außerdem Mitglied des Kreistages des Landkreises Grafschaft Bentheim.
Von 2003 bis 2007 gehörte er dem Niedersächsischen Landtag an, bis er am 2. Juni 2007 für den ausgeschiedenen Abgeordneten Hans-Jürgen Uhl in den Deutschen Bundestag nachrückte. Steinecke kandidierte 2009 zum 17. Deutschen Bundestag für den Wahlkreis 32, Mittelems. Da er kein Mandat erzielen konnte, schied er im Oktober 2009 aus dem Bundestag aus.
Dieter Steinecke war über den Landeswahlvorschlag in den Niedersächsischen Landtag und über die Landesliste Niedersachsen in den Bundestag eingezogen.

## Öffentliche Ämter
Steinecke ist seit 1986 stellvertretender Bürgermeister der Gemeinde Uelsen. 